# Far East Cup w biegach narciarskich 2023/2024
Far East Cup w biegach narciarskich 2023/2024 to kolejna edycja tego cyklu zawodów. Rywalizacja rozpoczęła się 16 grudnia 2023 r. w południowokoreańskim ośrodku narciarskim Alpensia Resort, a zakończyła 2 marca 2024 r. w japońskim Sapporo.
W poprzednim sezonie tego cyklu najlepsi byli reprezentanci Japonii: wśród kobiet Chika Kobayashi, natomiast wśród mężczyzn Takahiro Suzuki.

## Kalendarz i wyniki

### Kobiety
| Lp. | Data            | Miejscowość     | Dystans                     | 1. miejsce      | 2. miejsce       | 3. miejsce       |
| --- | --------------- | --------------- | --------------------------- | --------------- | ---------------- | ---------------- |
| 1.  | 16 grudnia 2023 | Alpensia Resort | 5 km s. klasycznym          | Chika Kobayashi | Harune Kamakura  | Takane Tochitani |
| 2.  | 17 grudnia 2023 | Alpensia Resort | 5 km s. dowolnym            | Chika Kobayashi | Takane Tochitani | Mayu Yamamoto    |
| 3.  | 26 grudnia 2023 | Otoineppu       | 5 km s. klasycznym          | Masako Ishida   | Masae Tsuchiya   | Chika Kobayashi  |
| 4.  | 27 grudnia 2023 | Otoineppu       | 5 km s. dowolnym            | Masae Tsuchiya  | Masako Ishida    | Chika Kobayashi  |
| 5.  | 6 stycznia 2024 | Sapporo         | 5 km s. dowolnym            | Chika Kobayashi | Shiori Yokohama  | Masae Tsuchiya   |
| 6.  | 7 stycznia 2024 | Sapporo         | Sprint s. dowolnym (1.5 km) | Masae Tsuchiya  | Masako Ishida    | Shiori Yokohama  |
| 7.  | 8 stycznia 2024 | Sapporo         | 10 km s. dowolnym           | Masae Tsuchiya  | Shiori Yokohama  | Chika Kobayashi  |
| 8.  | 4 lutego 2024   | Shiramine       | 10 km s. dowolnym           | Lee Eui-jin     | Chika Kobayashi  | Sayaka Yamaishi  |
| 9.  | 15 lutego 2024  | Alpensia Resort | 5 km s. klasycznym          | Chika Kobayashi | Lee Eui-jin      | Je Sang-mi       |
| 10. | 16 lutego 2024  | Alpensia Resort | 5 km s. dowolnym            | Chika Kobayashi | Han Da-som       | Lee Eui-jin      |
| 11. | 1 marca 2024    | Sapporo         | 5 km s. klasycznym          | Masae Tsuchiya  | Chika Honda      | Shiori Yokohama  |
| 12. | 2 marca 2024    | Sapporo         | 10 km s. dowolnym           | Chika Honda     | Nodoka Tochitani | Karen Hatakeyama |

### Mężczyźni
| Lp. | Data            | Miejscowość     | Dystans                     | 1. miejsce       | 2. miejsce          | 3. miejsce       |
| --- | --------------- | --------------- | --------------------------- | ---------------- | ------------------- | ---------------- |
| 1.  | 16 grudnia 2023 | Alpensia Resort | 10 km s. klasycznym         | Haruki Yamashita | Takanori Ebina      | Masato Tanaka    |
| 2.  | 17 grudnia 2023 | Alpensia Resort | 10 km s. dowolnym           | Haruki Yamashita | Masato Tanaka       | Hyuga Otaki      |
| 3.  | 26 grudnia 2023 | Otoineppu       | 10 km s. klasycznym         | Haruki Yamashita | Hyuga Otaki         | Takahiro Suzuki  |
| 4.  | 27 grudnia 2023 | Otoineppu       | 10 km s. dowolnym           | Haruki Yamashita | Hyuga Otaki         | Daito Yamazaki   |
| 5.  | 6 stycznia 2024 | Sapporo         | 10 km s. dowolnym           | Haruki Yamashita | Kosei Kobayashi     | Takahiro Suzuki  |
| 6.  | 7 stycznia 2024 | Sapporo         | Sprint s. dowolnym (1.5 km) | Sho Kasahara     | Tomoki Sato         | Kosei Kobayashi  |
| 7.  | 8 stycznia 2024 | Sapporo         | 10 km s. dowolnym           | Takahiro Suzuki  | Masatoshi Hachisuka | Haruki Yamashita |
| 8.  | 4 lutego 2024   | Shiramine       | 10 km s. dowolnym           | Yuito Habuki     | Hyuga Otaki         | Takatsugu Uda    |
| 9.  | 15 lutego 2024  | Alpensia Resort | 10 km s. klasycznym         | Naoto Baba       | Ryo Hirose          | Haruki Yamashita |
| 10. | 16 lutego 2024  | Alpensia Resort | 10 km s. dowolnym           | Naoto Baba       | Haruki Yamashita    | Ryo Hirose       |
| 11. | 1 marca 2024    | Sapporo         | 10 km s. klasycznym         | Takatsugu Uda    | Shota Moriguchi     | Haruki Yamashita |
| 12. | 2 marca 2024    | Sapporo         | 15 km s. dowolnym           | Takatsugu Uda    | Kanta Sakai         | Masato Tanaka    |

## Klasyfikacje
| Lp. | Zawodniczka | Punkty |
| --- | ----------- | ------ |
| 1.  |             |        |
| 2.  |             |        |
| 3.  |             |        |
| 4.  |             |        |
| 5.  |             |        |
| 6.  |             |        |
| 7.  |             |        |
| 8.  |             |        |
| 9.  |             |        |
| 10. |             |        |

| Lp. | Zawodnik | Punkty |
| --- | -------- | ------ |
| 1.  |          |        |
| 2.  |          |        |
| 3.  |          |        |
| 4.  |          |        |
| 5.  |          |        |
| 6.  |          |        |
| 7.  |          |        |
| 8.  |          |        |
| 9.  |          |        |
| 10. |          |        |